# Terminalia valverdeae
Terminalia valverdeae är en tvåhjärtbladig växtart som beskrevs av Alwyn Howard Gentry. Terminalia valverdeae ingår i släktet Terminalia och familjen Combretaceae. Inga underarter finns listade i Catalogue of Life.